# Siwan
Siwan est une ville de l'État du Bihar, dans le nord de l'Inde. En 2011, elle est peuplée de 135 066 habitants.

## Géographie
La ville est à environ 50 km au nord-ouest de Patna.